# Канарана (мікрорегіон)

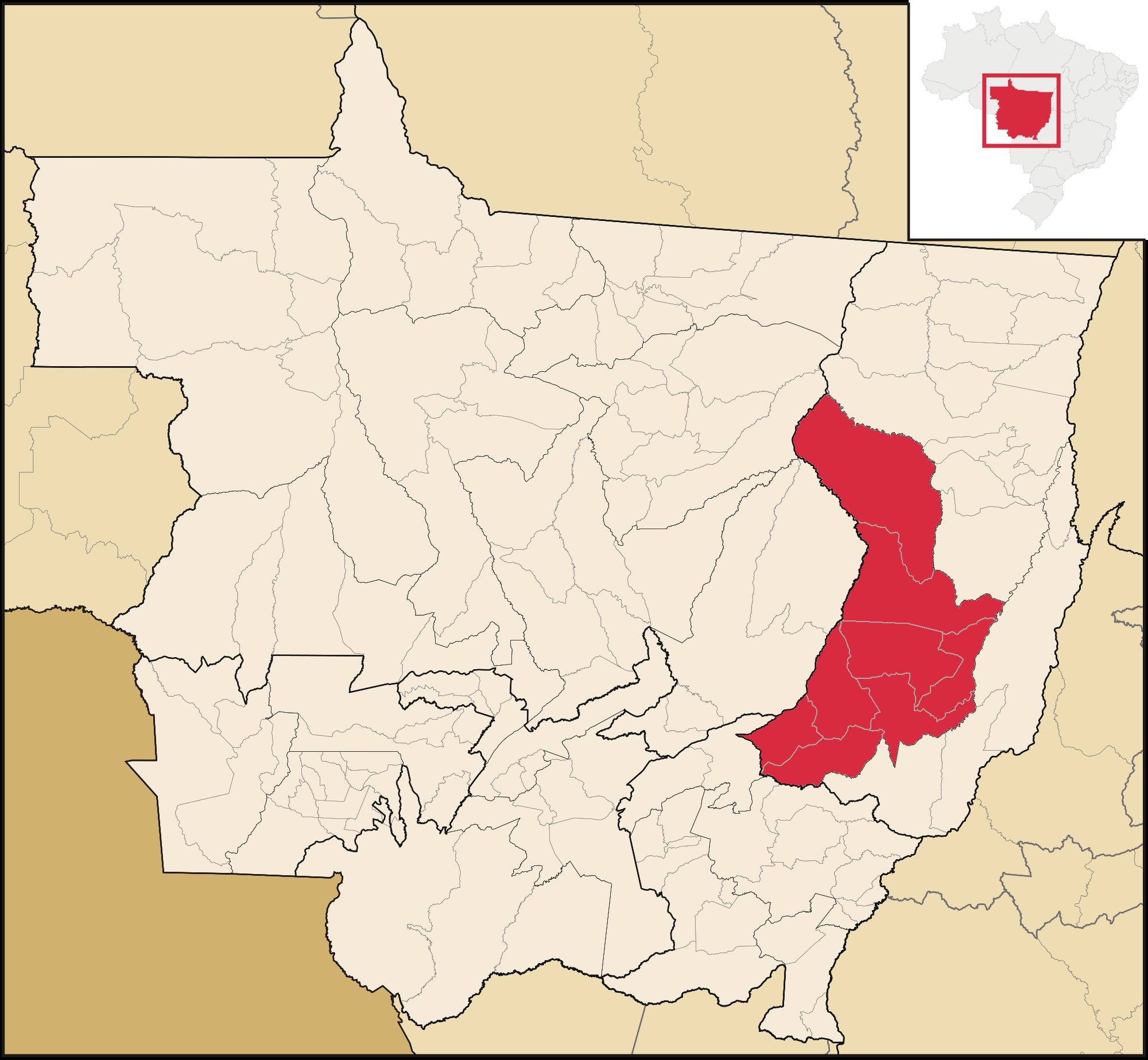
Канарана на карті штату Мату-Гросу

Канарана (порт. Microrregião de Canarana) — мікрорегіон в Бразилії, входить в штат Мату-Гросу. Складова частина мезорегіону Північний схід штату Мату-Гросу. Населення становить 87 979 чоловік на 2006 рік. Займає площу 60 323,950 км². Густота населення — 1,5 чол./км².

## Склад мікрорегіону
До складу мікрорегіону включені наступні муніципалітети:
1. Кампінаполіс
2. Канарана
3. Нова-Назаре
4. Нова-Шавантіна
5. Нову-Сан-Жоакін
6. Керенсія
7. Санту-Антоніу-ду-Лесті
8. Агуа-Боа

| Бразилія | Це незавершена стаття з географії Бразилії. Ви можете допомогти проєкту, виправивши або дописавши її. |